# Benafarces
Benafarces is een gemeente in de Spaanse provincie Valladolid in de regio Castilië en León met een oppervlakte van 16,65 km². Benafarces telt 75 inwoners (1 januari 2016).

## Demografische ontwikkeling
Bron: INE, 1857-2011: volkstellingen